# Tenuopus ntchisi
Tenuopus ntchisi är en tvåvingeart som beskrevs av Grichanov 2000. Tenuopus ntchisi ingår i släktet Tenuopus och familjen styltflugor.
Artens utbredningsområde är Malawi. Inga underarter finns listade i Catalogue of Life.